# Ajani Fortune
Ajani Fortune (Marietta, 30 dicembre 2002) è un calciatore trinidadiano, centrocampista dell'Atlanta United e della Nazionale trinidadiana.

## Biografia
Anche suo fratello maggiore Dre è un calciatore professionista.

## Carriera

### Club
Ajani Fortune ha debuttato con l'Atlanta United 2 l'11 luglio 2020 contro il T.B. Rowdies in USL Championship. Il 13 agosto seguente ha realizzato la sua prima rete contro il Miami FC. Il 27 agosto 2021 ha firmato un contratto professionale con la seconda squadra del club rossonero.
Dopo una serie di prestazioni positive, l'Atlanta United lo ha promosso in prima squadra in vista della stagione 2023. Successivamente è stato nominato capitano dell'Atlanta 2 per il resto della stagione.
L'11 marzo 2023 ha debuttato in Major League Soccer contro il Charlotte FC, diventando il più giovane calciatore trinidadiano ad esordire. Il 10 giugno 2023 è stato schierato titolare per la prima volta.

### Nazionale
Ha giocato nella nazionale trinidadiana Under-17.
Nel gennaio del 2021 ha ricevuto la prima convocazione con la nazionale maggiore trinidadiana ed il 2 febbraio ha esordito nell'amichevole contro gli Stati Uniti persa 7-0.
Nel giugno 2023 è stato incluso fra i convocati per la CONCACAF Gold Cup 2023.

## Statistiche

### Presenze e reti nei club
Statistiche aggiornate al 22 giugno 2023.
| Stagione                | Squadra                 | Campionato              | Campionato | Campionato | Coppe nazionali | Coppe nazionali | Coppe nazionali | Coppe continentali | Coppe continentali | Coppe continentali | Altre coppe | Altre coppe | Altre coppe | Totale | Totale | Totale |
| Stagione                | Squadra                 | Comp                    | Pres       | Reti       | Comp            | Pres            | Reti            | Comp               | Pres               | Reti               | Comp        | Pres        | Reti        | Pres   | Reti   |        |
| ----------------------- | ----------------------- | ----------------------- | ---------- | ---------- | --------------- | --------------- | --------------- | ------------------ | ------------------ | ------------------ | ----------- | ----------- | ----------- | ------ | ------ | ------ |
| 2020                    | Atlanta United 2        | USL                     | 11         | 1          |                 | -               | -               |                    | -                  | -                  |             | -           | -           | 11     | 1      |        |
| 2021                    | Atlanta United 2        | USL                     | 23         | 2          |                 | -               | -               |                    | -                  | -                  |             | -           | -           | 23     | 2      |        |
| 2022                    | Atlanta United 2        | USL                     | 24         | 0          |                 | -               | -               |                    | -                  | -                  |             | -           | -           | 24     | 0      |        |
| 2023                    | Atlanta United 2        | MNP                     | 6          | 0          |                 | -               | -               |                    | -                  | -                  |             | -           | -           | 6      | 0      |        |
| Totale Atlanta United 2 | Totale Atlanta United 2 | Totale Atlanta United 2 | 64         | 3          |                 | -               | -               |                    | -                  | -                  |             | -           | -           | 64     | 3      |        |
| 2023                    | Atlanta United          | MLS                     | 14+3       | 0          | USOC            | 1               | 0               |                    | -                  | -                  | LC          | 0           | 0           | 18     | 0      |        |
| 2024                    | Atlanta United          | MLS                     | 27+5       | 1+0        | USOC            | 2               | 0               |                    | -                  | -                  | LC          | 2           | 0           | 36     | 1      |        |
| Totale carriera         | Totale carriera         | Totale carriera         | 112        | 4          |                 | 3               | 0               |                    | -                  | -                  |             | 2           | 0           | 117    | 4      |        |

### Cronologia presenze e reti in nazionale
| Cronologia completa delle presenze e delle reti in nazionale ― Trinidad e Tobago | Cronologia completa delle presenze e delle reti in nazionale ― Trinidad e Tobago | Cronologia completa delle presenze e delle reti in nazionale ― Trinidad e Tobago | Cronologia completa delle presenze e delle reti in nazionale ― Trinidad e Tobago | Cronologia completa delle presenze e delle reti in nazionale ― Trinidad e Tobago | Cronologia completa delle presenze e delle reti in nazionale ― Trinidad e Tobago | Cronologia completa delle presenze e delle reti in nazionale ― Trinidad e Tobago | Cronologia completa delle presenze e delle reti in nazionale ― Trinidad e Tobago |
| Data                                                                             | Città                                                                            | In casa                                                                          | Risultato                                                                        | Ospiti                                                                           | Competizione                                                                     | Reti                                                                             | Note                                                                             |
| -------------------------------------------------------------------------------- | -------------------------------------------------------------------------------- | -------------------------------------------------------------------------------- | -------------------------------------------------------------------------------- | -------------------------------------------------------------------------------- | -------------------------------------------------------------------------------- | -------------------------------------------------------------------------------- | -------------------------------------------------------------------------------- |
| 1-2-2021                                                                         | Orlando                                                                          | Stati Uniti                                                                      | 7 – 0                                                                            | Trinidad e Tobago                                                                | Amichevole                                                                       | -                                                                                | 56’                                                                              |
| 21-1-2022                                                                        | Sucre                                                                            | Bolivia                                                                          | 5 – 0                                                                            | Trinidad e Tobago                                                                | Amichevole                                                                       | -                                                                                | 46’                                                                              |
| 22-9-2022                                                                        | Chiang Mai                                                                       | Trinidad e Tobago                                                                | 1 – 2                                                                            | Tagikistan                                                                       | Amichevole                                                                       | -                                                                                | 65’ 67’                                                                          |
| 25-9-2022                                                                        | Chiang Mai                                                                       | Thailandia                                                                       | 2 – 1                                                                            | Trinidad e Tobago                                                                | Amichevole                                                                       | -                                                                                | 46’                                                                              |
| 25-6-2023                                                                        | Fort Lauderdale                                                                  | Trinidad e Tobago                                                                | 3 – 0                                                                            | Saint Kitts e Nevis                                                              | Gold Cup 2023 - 1º turno                                                         | 1                                                                                | 59’                                                                              |
| 28-6-2023                                                                        | Saint Louis                                                                      | Giamaica                                                                         | 4 – 1                                                                            | Trinidad e Tobago                                                                | Gold Cup 2023 - 1º turno                                                         | -                                                                                | 46’                                                                              |
| 23-3-2024                                                                        | Frisco                                                                           | Canada                                                                           | 2 – 0                                                                            | Trinidad e Tobago                                                                | CONCACAF Nations League 2023-2024 - Play-off                                     | -                                                                                | 81’                                                                              |
| 5-6-2024                                                                         | Port of Spain                                                                    | Trinidad e Tobago                                                                | 2 – 2                                                                            | Grenada                                                                          | Qual. Mondiali 2026                                                              | -                                                                                | 66’                                                                              |
| 21-3-2025                                                                        | Santiago di Cuba                                                                 | Cuba                                                                             | 1 – 2                                                                            | Trinidad e Tobago                                                                | Qual. Gold Cup 2025                                                              | -                                                                                | 68’                                                                              |
| 25-3-2025                                                                        | Couva                                                                            | Trinidad e Tobago                                                                | 4 – 0                                                                            | Cuba                                                                             | Qual. Gold Cup 2025                                                              | -                                                                                | 73’                                                                              |
| 6-6-2025                                                                         | Port of Spain                                                                    | Trinidad e Tobago                                                                | 6 – 2                                                                            | Saint Kitts e Nevis                                                              | Qual. Mondiali 2026                                                              | 1                                                                                | 46’                                                                              |
| 10-6-2025                                                                        | San José                                                                         | Costa Rica                                                                       | 2 – 1                                                                            | Trinidad e Tobago                                                                | Qual. Mondiali 2026                                                              | -                                                                                |                                                                                  |
| 15-6-2025                                                                        | San Jose                                                                         | Stati Uniti                                                                      | 5 – 0                                                                            | Trinidad e Tobago                                                                | Gold Cup 2025 - 1º turno                                                         | -                                                                                |                                                                                  |
| 22-6-2025                                                                        | Paradise                                                                         | Arabia Saudita                                                                   | 1 – 1                                                                            | Trinidad e Tobago                                                                | Gold Cup 2025 - 1º turno                                                         | -                                                                                | 66’ 80’                                                                          |
| Totale                                                                           |                                                                                  | Presenze                                                                         | 14                                                                               |                                                                                  | Reti                                                                             | 2                                                                                |                                                                                  |